# Список послов России в Сардинии
В статье представлен список послов России в Сардинии.

## Хронология дипломатических отношений
- 1783 г. — установлены дипломатические отношения между Россией и Сардинским королевством.
- 29 июля 1798 г. — российская миссия закрыта после захвата Сардинии Францией.
- 1799 г. — миссия возобновила работу.
- 1855 г. — дипломатические отношения прерваны после объявления Сардинией войны России.
- 18 марта 1856 г. — подписан Парижский мирный договор.
- 18 февраля 1861 г. — Сардиния вошла в состав Италии.

## Список послов
| Срок полномочий                   | Посол                                         | Годы жизни | Комментарии                                                        |
| --------------------------------- | --------------------------------------------- | ---------- | ------------------------------------------------------------------ |
| 1770 — 177.                       | Алексей Васильевич Нарышкин                   | 1742—1800  | Посланник                                                          |
| 1782 - 1783                       | Дмитрий Алексеевич Голицын                    | 1734—1803  | Посланник                                                          |
| 4 ноября 1783 — 4 июня 1788       | Николай Борисович Юсупов                      | 1750—1831  | Чрезвычайный посланник и полномочный министр                       |
| 4 июня 1788 — 5 апреля 1792       | Пётр Иванович Карпов                          | 1755—1812  | Поверенный в делах                                                 |
| 5 апреля 1792 — март 1793         | Александр Михайлович Белосельский-Белозерский | 1752—1809  | Чрезвычайный посланник и полномочный министр                       |
| 1793 — 29 апреля 1798             | Густав Оттонович Штакельберг                  | 1766—1850  | Посланник. К месту службы прибыл 11 ноября 1794                    |
| 12 августа 1799 — 20 июня 1801    | Адам Ежи Чарторыйский                         | 1770—1861  | Чрезвычайный посланник и полномочный министр                       |
| 1801                              | Пётр Иванович Карпов                          | 1755—1812  | Поверенный в делах                                                 |
| 20 июня 1801 — 1 мая 1802         | Павел Гаврилович Гагарин                      | 1777—1850  | Чрезвычайный посланник и полномочный министр                       |
| 1 мая 1802 — 23 ноября 1809       | Аким Григорьевич Лизакевич                    | 1742—?     | Чрезвычайный посланник и полномочный министр                       |
| 1810 — 1811                       | Пётр Борисович Козловский                     | 1783—1840  | Поверенный в делах                                                 |
| 10 января 1811 — 22 сентября 1812 | Георгий Дмитриевич Моцениго                   | 1764—1839  | Поверенный в делах                                                 |
| 22 сентября 1812 — 9 ноября 1818  | Пётр Борисович Козловский                     | 1783—1840  | Поверенный в делах                                                 |
| 9 ноября 1818 — 13 июня 1827      | Георгий Дмитриевич Моцениго                   | 1764—1839  | Чрезвычайный посланник и полномочный министр                       |
| 24 июля 1827 — 31 декабря 1831    | Иван Илларионович Воронцов-Дашков             | 1790—1854  | Чрезвычайный посланник и полномочный министр                       |
| 31 декабря 1831 — 19 апреля 1838  | Александр Михайлович Обресков                 | 1789—1885  | Чрезвычайный посланник и полномочный министр                       |
| 22 июля 1838 — 1839               | Фёдор Иванович Тютчев                         | 1803—1873  | Поверенный в делах                                                 |
| 25 марта 1839 — 19 марта 1853     | Николай Александрович Кокошкин                | 1792—1873  | Чрезвычайный посланник и полномочный министр (по совместительству) |
| 26 июля 1856 — 4 февраля 1861     | Эрнест Густавович Штакельберг                 | 1814—1870  | Чрезвычайный посланник и полномочный министр                       |